# 8Eight
8Eight (kor. 에이트) – trzyosobowy zespół wokalny z Korei Południowej uformowany w 2007 przez wytwórnie Big Hit Entertainment. 21 grudnia 2014 roku zakończyły się kontrakty Baek Chana i Joo hee z Big Hit Entertainment.
8Eight wygrali w pierwszym sezonie MBC Show Survival (쇼 서바이벌). Zadebiutowali w programie Show! Music Core 25 sierpnia 2007 roku.